# Gatumbaite
La gatumbaite è un minerale.